# Aurelio Miró Quesada Sosa
Aurelio Miró Quesada Sosa (Lima, 15 de mayo de 1907 - Ib., 26 de septiembre de 1998) fue un periodista e historiador peruano, director general del diario El Comercio de Lima. Fue estudiante, catedrático y rector de la Universidad Nacional Mayor de San Marcos.

## Biografía
Aurelio Miró Quesada Sosa fue hijo de Aurelio José Miró Quesada de la Guerra (1877-1950) y de Rosa Beatriz Sosa Artola (1881-1964). Fue sobrino del político Antonio Miró Quesada de la Guerra, del periodista Luis Miró Quesada de la Guerra y del científico Óscar Miró Quesada de la Guerra.
Realizó sus estudios escolares en el Colegio Alemán y en el Colegio de la Inmaculada de Lima. Se inició en el periodismo en 1925, con innumerables artículos sobre la realidad nacional peruana. 
Ingresó a la Facultad de Letras de la Universidad Nacional Mayor de San Marcos, en la cual se graduó como Bachiller en Letras en 1929 y obtuvo el grado de Doctor en Letras con la tesis América en el teatro de Lope de Vega en 1935. Estudió también en la Facultad de Derecho de la Universidad Nacional Mayor de San Marcos, en la cual se graduó de abogado con la tesis La responsabilidad del porteador aéreo.
Fue director y fundador de la revista de cultura Mar del Sur (1948-1953).
En la Universidad Nacional Mayor de San Marcos fue Decano de la Facultad de Letras (1948-1956) y Rector (1956-1957).
Fue miembro de la Academia Peruana de la Lengua, en la cual fue Presidente de 1967 a 1979. Fue miembro de la Academia Nacional de Historia, en la que también ejerció como Presidente de 1962-1967 y miembro de la Sociedad Geográfica de Lima, en la cual fue director de 1955 a 1957. 
De 1980 a 1998 fue director del diario El Comercio.
Se casó con Elizabeth Martens López con quien tuvo tres hijas: Beatriz, Lucero y Milagros. Falleció en Lima en septiembre de 1998 debido a complicaciones propias de su edad.

## Publicaciones
- El Inca Garcilaso de la Vega: Antología (1996)
- Don José Antonio Miró Quesada (1995)
- Nuevos temas peruanos (1982)
- Tiempo de leer, tiempo de escribir (1977)
- El Inca Garcilaso y otros Estudios Garcilasistas (1972)
- Lope de Vega y el Perú (1962)
- Cervantes, Tirso y el Perú (1948)
- Lima, Ciudad de los Reyes (1946)
- El Inca Garcilaso de la Vega (1945)
- Notas de Tierra y Mar (1940)
- Martín de Porres en el Arte y en el Folklore (1939)
- Artes y Oficios del Perú (1939)
- Costa, Sierra y Montaña (1938)
- Vuelta al Mundo (1936)
- El endecasílabo en la poesía castellana (1936), En: Letras (Lima),  Vol. 2 Núm. 5. Doi: https://doi.org/10.30920/letras.2.5.4
- América en el teatro de Lope de Vega (1935)
- Crónica de un Viaje Efectuado (1933)

## Premios y reconocimientos
- Orden Civil de Alfonso X el Sabio en el grado de Gran Cruz, España (1963)
- Orden del Mérito Civil en el grado de Gran Cruz, España
- Orden El Sol del Perú en el grado de Gran Cruz, Perú
- Orden al Mérito por Servicios Distinguidos del Ministerio de Relaciones Exteriores del Perú (1963)
- Miembro correspondiente de la Academia Mexicana de la Lengua.[7]
- Palmas Magisteriales en el grado Amauta (1983)
- Vecino Distinguido de la Ciudad - Municipalidad Metropolitana de Lima (1983)

| Predecesor: Fortunato Carranza | Rector de la Universidad de San Marcos 1956 - 1957 | Sucesor: José León Barandiarán |